# 陈谋萤蔺
陈谋萤蔺（学名：Schoenoplectiella chen-moui），为莎草科萤蔺属下的一个种。